# Suffomyia scutellaris
Suffomyia scutellaris är en tvåvingeart som beskrevs av Amnon Freidberg 1995. Suffomyia scutellaris ingår i släktet Suffomyia och familjen Canacidae.
Artens utbredningsområde är Egypten. Inga underarter finns listade i Catalogue of Life.